# Gabinetto di governo
Il gabinetto o consiglio dei ministri (in alcuni paesi detto consiglio di Stato, consiglio dell'esecutivo o, semplicemente, governo) è uno degli organi che compongono il governo e, precisamente, l'organo collegiale che riunisce i ministri sotto la presidenza del capo dello Stato o, secondo la forma di governo adottata, del capo del governo (primo ministro, presidente del Consiglio dei ministri, cancelliere, ecc.).
Oltre che nel governo centrale ci può essere un gabinetto o consiglio dei ministri anche negli Stati di una federazione o in altri governi subcentrali. Sono inoltre, per certi versi, assimilabili ad un gabinetto gli organi collegiali esecutivi degli enti territoriali, sebbene generalmente ad essi si attribuiscano altre denominazioni (ad esempio, giunta in Italia, municipio nel Canton Ticino, câmara municipal in Portogallo).

## Origini
Dal punto di vista storico il gabinetto nasce come comitato interno al Consiglio privato del Regno d'Inghilterra. Il termine deriva dal nome di un piccolo locale solitamente utilizzato per colloqui riservati; in un siffatto locale il Re d'Inghilterra si consultava con i più fidati collaboratori, tratti dal Consiglio privato che era ormai diventato troppo ampio (nel 1553 contava quaranta membri).
L'espressione cabinet counsel compare nella lingua inglese fin dal XVI secolo, tuttavia, data l'ortografia dell'epoca, non è chiaro se significasse consiglio fornito in privato al monarca (un cabinet counsel secondo l'odierna grafia) o consiglio, nel senso di riunione, del monarca con i suoi collaboratori (un cabinet council). Nel 1605 Francesco Bacone ne parla come di un'abitudine di origine straniera, che disapprova: "Per questi inconvenienti, la dottrina d'Italia e la passi di Francia, sotto alcuni re, hanno introdotto i consigli di gabinetto; un rimedio peggiore del male."
Re Giacomo I d'Inghilterra riunì un formale consiglio di gabinetto fin dal 1625, data della sua ascesa al trono. Dopo la parentesi della dittatura instaurata da Oliver Cromwell il Consiglio privato venne ricostruito, ma il nuovo Re, Carlo II, come i predecessori, fece sempre più affidamento sul gabinetto, che con Giorgio I accentuò ulteriormente il suo ruolo e cominciò a riunirsi in assenza del sovrano, comunicandogli in un secondo tempo le decisioni assunte. Iniziò così la transizione del Regno d'Inghilterra dalla monarchia costituzionale al sistema parlamentare.

## Descrizione

### Struttura
Mentre in alcuni ordinamenti tutti i ministri sono membri del gabinetto o del consiglio dei ministri, in altri si distinguono i ministri membri del gabinetto da quelli che, invece, non ne fanno parte. Questo dualismo si riscontra specialmente nei paesi che seguono il cosiddetto sistema Westminster, dove ministri membri del gabinetto (cabinet ministers) sono solo quelli a capo dei dicasteri più importanti e quelli che, a prescindere dal dicastero cui sono preposti, si ritiene politicamente utile far partecipare. Oltre al capo del governo, ai suoi vicari e ai ministri, in certi ordinamenti sono membri del gabinetto o consiglio dei ministri anche altri funzionari dello Stato con rango ministeriale, come l'attorney general in alcuni paesi di tradizione anglosassone (in altri, invece, tra cui lo stesso Regno Unito, l'attorney general è membro del governo ma non del gabinetto); nel consiglio dei ministri degli Stati comunisti siedono, in aggiunta ai numerosi ministri, i presidenti di vari organi ed enti pubblici aventi rango ministeriale.
Nei paesi che seguono il sistema Westminster il gabinetto può riunirsi anche in composizione ristretta (il cosiddetto inner cabinet) per assumere decisioni poi sottoposte alla ratifica dell'intero collegio. Un organismo simile è in Italia il Consiglio di Gabinetto, introdotto informalmente nel 1983 e formalizzato con l'art. 6 della legge n. 400/1988, secondo il quale il Presidente del Consiglio dei ministri "può essere coadiuvato da un Comitato, che prende nome di Consiglio di Gabinetto, ed è composto dai ministri da lui designati, sentito il Consiglio dei ministri".
In ogni caso gabinetto (o consiglio dei ministri) e governo sono concetti diversi, sebbene i termini vengono talvolta usati come sinonimi per sineddoche: l'uno, infatti, è un organo collegiale, l'altro un organo complesso che comprende, oltre a tale collegio, il capo del governo e i singoli ministri quali organi monocratici, nonché eventualmente altri organi.

### Funzioni
Il gabinetto si riunisce regolarmente, di solito una volta a settimana, e le sue sedute sono segrete. Tuttavia le sue funzioni e il suo ruolo variano notevolmente secondo la forma di governo adottata.
Nei sistemi in cui il capo dello Stato concentra in sé tutti i poteri (monarchia assoluta) o, comunque, mantiene il potere di fissare l'indirizzo politico (come avviene nella monarchia costituzionale e nella repubblica presidenziale) il gabinetto ha solamente funzioni consultive nei confronti del capo dello Stato, che peraltro può basare le sue decisioni anche su informazioni tratte da altre fonti, ad esempio incontri bilaterali con i singoli ministri. In taluni di questi ordinamenti, quindi, il gabinetto finisce per assumere un ruolo essenzialmente cerimoniale e riunirsi piuttosto di rado.
Nei sistemi parlamentari, invece, il ruolo del gabinetto è assai più rilevante, anche se presenta variazioni da paese a paese: in alcuni, infatti, è più accentuata la natura collegiale del governo, sicché il gabinetto è l'organo che effettivamente stabilisce l'indirizzo politico del governo. In altri, invece, è più accentuata - formalmente o di fatto - la posizione di preminenza del primo ministro, sicché quest'ultimo tende a decidere in prima persona l'indirizzo politico del governo e, di conseguenza, il gabinetto finisce per assumere un ruolo consultivo, come nei sistemi presidenziali, o di ratifica. Vanno inoltre distinti i paesi nei quali le decisioni del gabinetto si traducono prevalentemente in atti giuridici formali, adottati su proposta dei suoi componenti - tipicamente progetti di legge, regolamenti, nomine di alti funzionari ed altri atti previsti dalla costituzione o dalla legge - dai paesi nei quali, invece, il gabinetto assume prevalentemente decisioni politiche a livello generale, che vengono poi tradotte in atti formali in altre sedi (ad esempio dai singoli ministri o da comitati interministeriali). Mentre paesi come l'Italia e l'Austria si collocano nel primo gruppo, i paesi che seguono il cosiddetto sistema Westminster sono il tipico esempio del secondo. In questi ultimi, peraltro, decisioni, quali l'approvazione dei regolamenti e talune nomine, che altrove devono essere assunte dal gabinetto, sono formalmente adottate dal capo dello Stato, sentito il consiglio privato, con i cosiddetti Order-in-Council.
Nelle repubbliche semipresidenziali che seguono il modello della Quinta Repubblica francese il gabinetto è presieduto dal capo dello Stato (o, in sua vece, dal primo ministro) ma tende ad avere un ruolo più accentuato che nelle repubbliche presidenziali, avvicinandosi a quello dei sistemi parlamentari, almeno al di fuori delle materie (tipicamente la politica estera e la difesa) in relazione alle quali sono riconosciuti al presidente della repubblica poteri d'indirizzo politico e degli atti a lui riservati.